# AKBがいっぱい〜ザ・ベスト・ミュージックビデオ〜
『AKBがいっぱい～ザ・ベスト・ミュージックビデオ～』（エーケービーがいっぱい～ザ・ベスト・ミュージックビデオ～）は、AKB48の2作目のミュージック・ビデオ集。DVD・Blu-ray3枚組。2011年6月24日発売。発売元はAKS。

## 概要
初回限定盤と通常盤の2種類があり、それぞれDVDとBlu-rayの2タイプがある。
2008年10月発売のキングレコード移籍第1弾の10thシングル「大声ダイヤモンド」から、2011年2月発売の20thシングル「桜の木になろう」までのシングルのミュージック・ビデオ（MV）を網羅している。配信限定の9thシングル『Baby! Baby! Baby!』のMVも収録されている。さらに特別収録として、派生ユニットのチームドラゴン from AKB48によるフジテレビ系アニメ『ドラゴンボール改』のエンディング・テーマでコロムビアミュージックエンタテインメントからリリースされた「心の羽根」とアルバム『SET LIST〜グレイテストソングス〜完全盤』収録の「あなたがいてくれたから」2曲のMVも収録されている。また、発売直前に内容が過激との理由でシングルに収録されなかった2010年10月発売の18thシングル「Beginner」のオリジナル・バージョンのMVが初収録されている。
全36曲の映像がディスク3枚、約325分にわたり収められている。
AKB48のメンバーによるコメンタリーもディスク3枚の中に収録されている。1曲ごとに曲前にビデオ撮影当時を振り返るなどメンバー数名によるトークが収録されているが、コメンタリーを見るためには、All Play再生が必要である。1曲目「Baby! Baby! Baby!」スタート前のコメントと全曲終了後の統括コメントは、前田敦子・高橋みなみ・板野友美・渡辺麻友の同じ4名が担当している。

## 収録曲

### Disc 1
1. Baby! Baby! Baby!
2. 大声ダイヤモンド
3. 10年桜
4. 涙サプライズ!
5. 言い訳Maybe
6. 飛べないアゲハチョウ
7. RIVER
8. 君のことが好きだから
9. ひこうき雲
10. 桜の栞
11. マジスカロックンロール
12. 遠距離ポスター
13. Choose me!

### Disc 2
1. ポニーテールとシュシュ
2. 盗まれた唇
3. 僕のYELL
4. マジジョテッペンブルース
5. ヘビーローテーション
6. 涙のシーソーゲーム
7. 野菜シスターズ
8. ラッキーセブン
9. Beginner＜ORIGINAL VER.＞
10. 僕だけのvalue
11. 君について
12. 泣ける場所

### Disc 3
1. チャンスの順番
2. 予約したクリスマス
3. 胡桃とダイアローグ
4. ALIVE
5. ラブ・ジャンプ
6. 桜の木になろう＜完全版＞
7. 偶然の十字路
8. キスまで100マイル
9. エリアK
10. 心の羽根
11. あなたがいてくれたから

## 仕様
初回限定盤
- 4面デジパック、3方背BOX仕様、封入写真集（56P）、メンバー生写真3種類（パッケージBOX表面の9名からランダム封入）、歌詞ブックレット（20P）
- パッケージBOXは、薄い水色の背景に横長に表裏9名ずつ各々違う女子高生の制服姿で横1列に並んでいる。封入写真集には、下記の18名の写真が2ページずつ掲載されている。
  - 表面（左から） - 柏木由紀、篠田麻里子、渡辺麻友、大島優子、前田敦子、高橋みなみ、小嶋陽菜、板野友美、宮澤佐江
  - 裏面（左から） - 横山由依、河西智美、高城亜樹、指原莉乃、松井珠理奈、峯岸みなみ、北原里英、宮崎美穂、松井玲奈

通常盤
- 3ディスクトールケース、歌詞ブックレット（20P）
- パッケージBOXは、同じく薄い水色の背景に1面で縦に表裏面メンバーが上下2段に配置され、初回限定盤よりも画像サイズが小さい。